# Триумф духа. История Феликса Зандмана
«Триумф духа (История Феликса Зандмана)» (англ. The Final Victory. The Story of Felix Zandman) — документальный фильм 2006 года режиссёра Хаима Эхта (Haim Hecht).

## Сюжет
Это фильм-биография еврейского мальчика из Гродно, Феликса Зандмана, который после Второй мировой войны совершил невероятный интеллектуальный взлёт до учёного и инженера, бизнесмена и миллиардера, владельца одного из крупнейших в мире международного концерна — компании Vishay Intertechnology (70 заводов в 17 странах мира) по производству электронных компонентов.
Будучи подростком, Феликс пережил Холокост в гродненском гетто, а затем в транзитном концлагере Келбасин. Вся семья Феликса погибла, а он выжил только благодаря праведникам мира Анне и Яну Пухальским, жившим в деревне Великая Лососна (теперь в Польше, 20 км от границы с Беларусью), полтора года скрываясь в небольшой яме, вырытой под полом в сельском доме. Саму Анну Пухальскую в своё время спасла бабушка Феликса.
Феликс Зандман со слезами вспоминает детские годы, погибших во время Катастрофы европейского еврейства родителей, ужасы войны, страх перед тем, что его обнаружат нацисты, изучение математики в условиях полной тьмы и зловония, а после войны — увлечение физикой и свои изобретения в области электроники.
Этот фильм — о человеке, судьба которого является ярким свидетельством триумфа человеческого духа. Феликс Зандман стал одним из выдающихся учёных, внёсшим неоценимый вклад в современные технологии, инженерную мысль, теоретическую физику и в дело безопасности Израиля и США.

## Отзывы
Фильм был переведен на несколько языков и демонстрируется в рамках программ и мероприятий по распространению информации о еврейском сопротивлении во время Второй мировой войны.

Если вы до сих пор не знакомы с удивительной историей человека, пережившего Холокост, основавшего компанию Vishay и купившего компанию Telefunken — символ немецкой индустрии для нацистов, вы должны посмотреть этот фильм.— Амос Зоар. The "Vishay" Electronics company & the amazing story of Felix Zandman (англ.)
Фильм вызвал интерес с точки зрения социальной психологии как пример выработки и длительного соблюдения норм групповой морали, необходимой для выживания сообщества.